# Georg Lammers
Georg Lammers (14 aprile 1905 – Butjadingen, 17 marzo 1987) è stato un velocista tedesco.

## Palmarès

### Olimpiadi
- Argento a Amsterdam 1928 nella staffetta 4×100 metri.
- Bronzo a Amsterdam 1928 nei 100 metri piani.